# Пам'ятки історії Великоновосілківського району
У Великоновосілківському районі Донецької області на обліку перебуває 54 пам'ятки історії. Це єдиний район Донеччини, що має пам'ятку історії національного значення, якою є Садиба Немировича-Данченка у селі с. Нескучне.
| № пп | Охорон. номер | Найменування пам'ятки                                                                               | Місцезнаходження пам'ятки                                                                | Рік встановлення              | Автор                     | Рішення              |
| ---- | ------------- | --------------------------------------------------------------------------------------------------- | ---------------------------------------------------------------------------------------- | ----------------------------- | ------------------------- | -------------------- |
| 1.   | 844           | Братська могила учасників громадянської війни, підпільників та радянських воїнів Південного фронту. | Великоновосілківська сел/р, смт Велика Новосілка, вул. Жовтнева.                         | 1959 р. рек. 1966 р., 1995 р. | -                         | 17.12.1969 р. № 724  |
| 2.   | 856           | Братська могила радянських воїнів, у якій похований Білогуров А. І., Герой Радянського Союзу.       | Великоновосілківська сел/р, смт Велика Новосілка, вул. Інтернаціональна.                 | 1959 р.                       | -                         | 17.12.1969 р. № 724  |
| 3.   | 2037          | Будинок, у якому жив і працював Косматенко А. Д., український радянський поет-критик.               | Великоновосілківська сел/р, с. Времівка, вул. Шевченка, 84.                              | Дошка: 1979 р.                | -                         | 29.04.1978 р. № 98   |
| 4.   | 886           | Садиба Немировича-Данченка.                                                                         | Великоновосілківська сел/р, с. Нескучне, вул. Немировича-Данченка.                       | Будинок: 1850 р.              | -                         | . 17.12.69. № 724    |
| 5.   | 842           | Могила Романченка П. С., голови ревкому.                                                            | Великоновосілківська сел/р, с. Нескучне, вул. Плисенка.                                  | 1938 р., 1973 р.              | -                         | 17.12.1969 р. № 724  |
| 6.   | 855           | Братська могила радянських воїнів і пам'ятник односельчанам.                                        | Великоновосілківська сел/р, с-ще Октябр, вул. Мічуріна, у парку.                         | 1962 р., 1994 р.              | -                         | 17.12.1969 р. № 724  |
| 7.   | 843           | Братська могила невідомого воїна, мирних громадян, червоноармійців і пам'ятник односельчанам.       | Андріївська с/р, с. Андріївка, вул. Леніна.                                              | 1962 р., 1970 р.              | -                         | 17.12.1969 р. № 724  |
| 8.   | 850           | Братська могила радянських воїнів Південного фронту.                                                | Андріївська с/р, с. Андріївка, провул. І.Франка, цвинтар.                                | 1959 р.                       | Скульптор: Потапов Н. Г.  | 17.12.1969 р. № 724  |
| 9.   | 3148          | Могила Зуєнка В.І, воїна-афганця, рядового.                                                         | Андріївська с/р, с. Андріївка, цвинтар.                                                  | 1981 р.                       | -                         | 14.07.1993 р. № 419  |
| 10.  | 848           | Братська могила радянських воїнів і пам'ятник односельчанам.                                        | Андріївська с/р, с. Петропавлівка, вул. Леніна.                                          | 1961 р., 1966 р. рек. 1994 р. | -                         | 17.12.1969 р. № 724  |
| 11.  | 849           | Братська могила радянських воїнів і пам'ятник односельчанам.                                        | Андріївська с/р, с. Шевченко,                                                            | 1975 р.                       | -                         | 17.12.1969 р. № 724  |
| 12.  | 852           | Братська могила учасника громадянської війни, радянських воїнів і пам'ятник односельчанам.          | Богатирська с/р, с. Богатир, пр-т Мира, біля Будинку Культури.                           | 1958 р. рек. 1976 р.          | -                         | 17.12.1969 р. № 724  |
| 13.  | 853           | Братська могила радянських воїнів Південного фронту.                                                | Богатирська с/р, с. Новоукраїнка, вул. Шевченка, цвинтар.                                | 1958 р.                       | -                         | 5.09.1973 р. № 18    |
| 14.  | 851           | Братська могила радянських воїнів Південного фронту і пам'ятник односельчанам.                      | Богатирська с/р, с. Олексіївка, вул. Колесника.                                          | 1976 р.                       | -                         | 17.12.1969 р. № 724  |
| 15.  | 857           | Могила Козлова І. П., радянського воїна, і пам'ятник односельчанам.                                 | Євгенівська с/р, с. Євгенівка, вул. Леніна.                                              | 1963 р.                       | -                         | 17.12.1969 р. № 724  |
| 16.  | 858           | Братська могила радянських воїнів і пам'ятник односельчанам.                                        | Зеленопільська с/р, с. Зелене Поле, вул. Шкільна.                                        | 1962 р. рек. 1980 р.          | -                         | 17.12.1969 р. № 724  |
| 17.  | 859           | Братська могила радянських воїнів і пам'ятник односельчанам.                                        | Іскрівська с/р, с. Іскра, вул. Радянська.                                                | 1962 р.                       | -                         | 17.12.1969 р. № 724  |
| 18.  | 860           | Братська могила радянських воїнів і пам'ятник односельчанам.                                        | Іскрівська с/р, с-ще Зелений Гай, вул. Ювілейна.                                         | 1962 р.                       | -                         | 17.12.1969 р. № 724  |
| 19.  | 862           | Братська могила радянських воїнів і пам'ятник односельчанам.                                        | Комарська с/р, с. Комар, вул. Леніна.                                                    | 1964 р. рек. 1975 р.          | -                         | 17.12.1969 р. № 724  |
| 20.  | 847           | Братська могила учасників громадянської війни.                                                      | Комарська с/р, с. Комар, цвинтар.                                                        | 1964 р.                       | -                         | 5.09.1973 р. № 18    |
| 21.  | 863           | Братська могила радянських воїнів Південного фронту.                                                | Комарська с/р, с. Федорівка, вул. Гагаріна.                                              | 1964 р.                       | -                         | 5.09.1973 р. № 18    |
| 22.  | 861           | Братська могила радянських воїнів і пам'ятник односельчанам.                                        | Комарська с/р, с. Червона Зірка, вул. Чапаєва, у парку.                                  | 1945 р., 1975 р.              | -                         | 17.12.1969 р. № 724  |
| 23.  | 864           | Братська могила радянських воїнів і пам'ятник односельчанам.                                        | Костянтинопільська с/р, с. Костянтинопіль, вул. Мічуріна.                                | 1960 р. рек. 1971 р.          | -                         | 17.12.1969 р. № 724  |
| 24.  | 865           | Братська могила радянських воїнів і пам'ятник односельчанам.                                        | Костянтинопільська с/р, с. Улакли, вул. Октябрська.                                      | 1960 р.                       | -                         | 17.12.1969 р. № 724  |
| 25.  | 1931          | Братська могила учасників громадянської війни.                                                      | Краснополянська с/р, с. Красна Поляна, вул. Больнична, цвинтар.                          | 1967 р.                       | Скульптор: Потапов Н. Г.  | 19.04.1983 р. № 280р |
| 26.  | 867           | Братська могила радянських воїнів і пам'ятник односельчанам.                                        | Краснополянська с/р, с. Красна Поляна, вул. Леніна.                                      | 1959 р. рек. 1984 р.          | -                         | 17.12.1969 р. № 724  |
| 27.  | 866           | Братська могила радянських воїнів Південного фронту.                                                | Краснополянська с/р, с. Красна Поляна, вул. Садова, біля клубу.                          | 1962 р.                       | Скульптор: Потапов Н. Г.  | 17.12.1969 р. № 724  |
| 28.  | 868           | Братська могила радянських воїнів і пам'ятник односельчанам.                                        | Новопетриківська с/р, с Новопетриківка, вул. Радянська.                                  | 1975 р.                       | Скульптор: Ніколаєв І. В. | 17.12.1969 р. № 724  |
| 29.  | 869           | Братська могила радянських воїнів Південного фронту.                                                | Новопетриківська с/р, с Новопетриківка, вул. Радянська, біля школи.                      | 1970 р. рек. 1976 р.          | -                         | 17.12.1969 р. № 724  |
| 30.  | 1850          | Братська могила партизанів громадянської війни.                                                     | Новопетриківська с/р, с Новопетриківка, вул. Степна, цвинтар.                            | 1967 р., 1975 р. рек. 1997 р. | -                         | 13.04.1977 р. № 239  |
| 31.  | 871           | Могила Полєтаєва І. Д., льотчика, і пам'ятник односельчанам.                                        | Октябрська с/р, с-ще Новодонецьке, вул. Полєтаєва.                                       | 1962 р.                       | -                         | 17.12.1969 р. № 724  |
| 32.  | 870           | Братська могила радянських військовополонених і пам'ятник односельчанам.                            | Октябрська с/р, с. Новомайорське, вул. Чапаєва.                                          | 1957 р. рек. 1995 р.          | -                         | 17.12.1969 р. № 724  |
| 33.  | 873           | Могила Шашка В. І., військового льотчика, і пам'ятник воїнам-землякам.                              | Піддубненська с/р, с. Піддубне, пр-т Київський.                                          | 1963 р. рек. 1984 р.          | -                         | 17.12.1969 р. № 724  |
| 34.  | 872           | Братська могила радянських воїнів Південного фронту.                                                | Піддубненська с/р, с-ще Перебудова, вул. Набережна, у парку.                             | 1959 р.                       | Скульптор: Потапов Н. Г.  | 17.12.1969 р. № 724  |
| 35.  | 854           | Братська могила радянських воїнів і пам'ятник односельчанам.                                        | Роздольненська с/р, с-ще Роздольне, вул. Першотравнева.                                  | 1969 р.                       | -                         | 5.09.1973 р. № 18    |
| 36.  | 875           | Братська могила радянських воїнів і пам'ятник односельчанам.                                        | Старомайорська с/р с. Старомайорське, вул. Кооперативна.                                 | 1962 р., 1965 р.              | -                         | 17.12.1969 р. № 724  |
| 37.  | 877           | Братська могила радянських воїнів Південного фронту і пам'ятник односельчанам.                      | Старомайорська с/р, с. Макарівка, вул. Мира.                                             | 1969 р.                       | -                         | 5.09.1973 р. № 18    |
| 38.  | 874           | Братська могила радянських воїнів Південного фронту і пам'ятник односельчанам.                      | Старомайорська с/р, с. Рівнопіль, вул. Корольова.                                        | 1946 р., 1968 р.              | -                         | 17.12.1969 р. № 724  |
| 39.  | 876           | Братська могила радянських воїнів, невідомого солдата і пам'ятник односельчанам.                    | Старомайорська с/р, с-ще Урожайне, вул. Центральна.                                      | 1962 р., 1975 р.              | -                         | 17.12.1969 р. № 724  |
| 40.  | 878           | Братська могила радянських воїнів Південного фронту.                                                | Великоновосілківський р-н, Старомлинівська с/р, с. Старомлинівка, вул. Леніна, у сквері. | 1955 р.                       | -                         | 17.12.1969 р. № 724  |
| 41.  | 879           | Братська могила радянських військовополонених і мирних мешканців.                                   | Старомлинівська с/р, с. Старомлинівка, вул. Маяковського.                                | 1969 р.                       | -                         | 17.12.1969 р. № 724  |
| 42.  | 882           | Братська могила жертв фашизму.                                                                      | Старомлинівська с/р, с. Старомлинівка, південно-західна околиця села, у полі.            | 1969 р.                       | -                         | 17.12.1969 р. № 724  |
| 43.  | 846           | Братська могила борців за Радянську владу.                                                          | Старомлинівська с/р, с. Старомлинівка, вул. Шевченка, цвинтар.                           | 1961 р.                       | Скульптор: Бровдій Р. П.  | 5.09.1973 р. № 18    |
| 44.  | 881           | Братська могила радянських воїнів Південного фронту.                                                | Старомлинівська с/р, с. Старомлинівка, вул. Шевченка, цвинтар.                           | 1955 р.                       | -                         | 5.09.1973 р. № 18    |
| 45.  | 845           | Могила Мавроді Г. А., голови волосного виконкому.                                                   | Старомлинівська с/р, с. Старомлинівка, вул. Шевченка, цвинтар.                           | 1961 р.                       | Скульптор: Бровдій Р. П.  | 5.09.1973 р. № 18    |
| 46.  | 3147          | Могила Каніщева В. О, воїна-афганця, молодшого сержанта.                                            | Старомлинівська с/р, с. Старомлинівка, цвинтар.                                          | 1984 р.                       | -                         | 14.07.1993 р. № 419  |
| 47.  | 880           | Братська могила радянських воїнів Південного фронту, невідомого солдата і пам'ятник односельчанам.  | Старомлинівська с/р, с. Завітне Бажання, вул. Першотравнева.                             | 1950 р., рек. 1970 р.         | -                         | 17.12.1969 р. № 724  |
| 48.  | 1932          | Братська могила радянських воїнів і пам'ятник односельчанам.                                        | Шахтарська с/р, с. Шахтарське, вул. Центральна.                                          | 1965 р. рек. 1990 р.          | -                         | 19.04.1983 р. № 280р |
| 49.  | 883           | Братська могила радянських воїнів Південного фронту і пам'ятник односельчанам.                      | Шевченківська с/р, с-ще Шевченко, вул. Шевченка.                                         | 1968 р.                       | -                         | 17.12.1969 р. № 724  |
| 50.  | 885           | Братська могила радянських воїнів і пам'ятник односельчанам.                                        | Шевченківська с/р, с. Воскресенка, вул. Гагаріна.                                        | 1964 р. рек. 1994 р.          | -                         | 17.12.1969 р. № 724  |
| 51   | 887           | Пам'ятник В. І. Леніну                                                                              | Великоновосілківська сел/р, смт Велика Новосілка, вул. Жовтнева.                         | 1957 р.                       | -                         | 17.12.1969 р. № 724  |
| 52.  | 884           | Пам'ятник воїнам-односельчанам.                                                                     | Шахтарська с/р, с-ще Ясна Поляна, вул. Гагаріна.                                         | 1968 р.                       | -                         | 17.12.1969 р. № 724  |
| 53.  | 889           | Пам'ятник В. І. Леніну                                                                              | Комарська с/р, с. Комар, вул. Леніна.                                                    | 1963 р.                       | тираж                     | 17.12.1969 р. № 724  |
| 54.  | 888           | Пам'ятник Леніну В.І                                                                                | Старомлинівська с/р, с. Старомлинівка, вул. Леніна, у сквері                             | 1949 р.                       | -                         | 17.12.1969 р. № 724  |
|      |               | |                                                                                          |                               |                           |                      |